# 勝山俊一郎
勝山 俊一郎（かつやま しゅんいちろう）は日本の作曲家・編曲家。

## 人物・来歴
東京都生まれ。6歳からピアノとドラムを始める。慶應義塾大学在学中に、第一回アレンジャー協会音楽祭の日本航空「空を歌おう」（TBS）［歌：小柳ルミ子］で入賞を果たす。大学卒業後は、小谷充のもとで編曲を学び、1980年には第一回古賀政男記念音楽大賞（NHK）で自作詞曲が一般部門最優秀曲賞グランプリを受賞。本作品は、岩崎良美によって歌唱された。
その後、フリーの作編曲家として活動し、三浦友和、布施博、加藤紀子、LISA（m-flo）、つのだ☆ひろなど、多数のアーティストに楽曲を提供し、アレンジを手がけている。その音楽スタイルは多岐にわたり、様々なジャンルでの作品を残している。

## 作編曲リスト

### 楽曲（歌手別・五十音順）
- 亜美（声優：及川ひとみ） 
  - 「亜美のGuilty Night!」〈『くりいむレモン』テーマ曲〉（作詞：池田由縁　作編曲：勝山俊一郎）

- AMMY
  - 「天国のバイク」（作詞：立木寝損　作編曲：勝山俊一郎）
  - 「涙のRain Drops」（作詞：立木寝損　作編曲：勝山俊一郎）
- いんぐりもんぐり（INGRY MONGRY）
  - 「教師"C"」〈東映映画『BE FREE』挿入歌〉（作詞・作曲：永島浩之　編曲：勝山俊一郎）
  - 「女子高生」（作詞・作曲：永島浩之　編曲：勝山俊一郎）
  - 「うんこふんじゃった」（作詞・作曲：永島浩之　編曲：勝山俊一郎）
  - 「SENTOW」（作詞・作曲：永島浩之　編曲：勝山俊一郎）
- 小澤倫 
  - 「Moon Glow」（作詞：深野義和　作曲：勝山俊一郎　編曲：安部潤）
  - 「愛しい人～Snow bird～」（作詞：深野義和　作曲：勝山俊一郎　編曲：安部潤）
- 小田純平
  - 「男と女」（作詞：たきのえいじ　作曲：小田純平　編曲：勝山俊一郎）
- ON/OFF
  - 「突き刺され!ダーツ」（作詞：森田由美　作曲：勝山俊一郎　編曲：勝山俊一郎/新屋豊）
  - 「愛の罠 〜真夏のVenus〜」（作詞：ON/OFF　作曲：勝山俊一郎）
  - 「俺だけのミューズ」（作詞：森田由美　作曲編：勝山俊一郎）
  - 「Crazy About You」（作詞：松本花奈　作曲編：勝山俊一郎）
  - 「横顔」
- GIRL FRIENDS
  - 「涙のカルチャー・ショック」（作詞：雄鹿美子　作編曲：勝山俊一郎）
  - 「抱きしめたら」（作詞：森田由美　作編曲：勝山俊一郎）
  - 「Telephone ＆ウィンク」（作詞：雄鹿美子　作編曲：勝山俊一郎）
  - 「Loneliness…☆☆☆」（作詞：雄鹿美子　作編曲：勝山俊一郎）
  - 「空を飛べないスーパーガール」（作詞：森田由美　作編曲：勝山俊一郎）
- 加藤紀子
  - 「冷たくして下さい」〈ハウス食品『冷製スパゲッティ』CFイメージソング〉（作詞：加藤紀子　作曲：勝山俊一郎　編曲：岩本正樹）
- ザ・キング・トーンズ
  - 「涙のグラジュエーション・デイ」（作詞：橋本淳　作編曲：勝山俊一郎）
  - 「別れのリズム＆ブルース」（作詞：たかたかし　作編曲：勝山俊一郎）
- SALLY
  - 「愛しのマリア」〈映画『パンツの穴』主題歌〉（作詞：秋元康　作曲：鈴木キサブロー　編曲：勝山俊一郎）
  - 「悲しきYoung Love」
  - 「君の瞳に恋してる」（作詞：康珍化　作曲：鈴木キサブロー　編曲：勝山俊一郎）
- Sherry's（シェリーズ）
  - 「泥だらけのヒーロー」〈NTV系『NFLアメリカンフットボール』イメージソング〉（作詞：立木寝損　作編曲：勝山俊一郎）
  - 「PASSING」（作詞：篠塚満由美　作編曲：勝山俊一郎）
- 少女隊
  - 「夏のエントランス」（作詞：森田由美　作曲：勝山俊一郎　編曲：佐藤準）
  - 「Summer Memories」（作詞：佐藤純子　作曲：勝山俊一郎　編曲：丸山恵市）
- 神農幸
  - 「エスプリの恋」（作詞：溝口由夏　作編曲：勝山俊一郎）
  - 「想い出のビンテージ」（作詞：溝口由夏　作編曲：勝山俊一郎）
  - 「ガラスの針」（作詞：溝口由夏　作編曲：勝山俊一郎）
- 制服向上委員会
  - 「地球に愛を」
  - 「黒い瞳」
  - 「S.K.iのテーマ」
  - 「南十字星」
  - 「信じてるから」
  - 「生誕祭の歌」
  - 「今こそ立ち上がれ」
  - 「一度だけ」
  - 「SEASON」
  - 「パリの恋人」
  - 「ずっと忘れない」
  - 「Forever Young」
  - 「巡り逢い」
  - 「かわってないわかってない」
  - 「太陽がいっぱい」
  - 「Love Is Worm」
  - 「第三の目」
  - 「キャンパスのある街」
  - 「Air Mail」
  - 「さよならへの旅立ち」
  - 「恋は無重力」
  - 「一人ふたり」
  - 「1999」
  - 「夢の中で…」
  - 「17才」
  - 「その日が来るまで」
  - 「黒い瞳（BOSSA NOVA VERSION）」
  - 「その日が来るまで」 (橋本美香Ver.)
- 田中久美
  - 「A級ラブモーション」（作詞：篠塚満由美　作編曲：勝山俊一郎）
- 田中博信 
  - 「SMALL LIGHT AVENUE」
  - 「BEST OF LOVE」（作詞：森田由美　作曲：勝山俊一郎　編曲：大野久雄）
- つのだ☆ひろ
  - 「GOOD NIGHT」
- 仲代奈緒
  - 「手の中の星座」〈テレビ東京アニメ『ボーイフレンド』主題歌〉（作詞：吉元由美　作編曲：勝山俊一郎）
- 西川のりおとフラワーダンシングチーム
  - 「フラワールームより愛を込めて」〈フジテレビ系列『オレたちひょうきん族』〉（作詞：詩村博史　作曲：勝山俊一郎　編曲：大野久雄）
- 早見優
  - 「ラブ・フォーエバー」〈日本テレビ系列水曜グランドロマン『駅』挿入歌〉
- VAXPOP
  - 「TWIST TONIGHT」
- 羽賀研二
  - 「ガラスの雪」（作詞：岡田冨美子　作曲：もんたよしのり　編曲：勝山俊一郎）
  - 「真夜中に泣かないで -Lonely Midnight-」（作詞：岡田冨美子　作曲：刀称直幹　編曲：勝山俊一郎）
  - 「STILL I LOVE YOU」（作詞：岡田冨美子　作編曲：勝山俊一郎）
- 幕末塾
  - 「時代を殴るには自分の素手がいい」〈TBS系列テレビドラマ『びんた』主題歌〉（作詞：秋元康　作曲：高槻真裕　編曲：勝山俊一郎）
  - 「おちつきなよ」（作詞：秋元康　作曲：鈴木雄大　編曲：勝山俊一郎）
  - 「待たせたね」（作詞：秋元康　作曲：長沢ヒロ　編曲：勝山俊一郎）
  - 「カンベンしてよ」（作詞：寺田敏雄　作曲：高槻真裕　編曲：勝山俊一郎）
  - 「Dynamite Dance」（作詞・作曲：高見沢俊彦　編曲：高見沢俊彦・勝山俊一郎）
- はしもとみか
  - 「私生活」
- Pinkish
  - 「ゆめみるいちご」〈埼玉県大利根町町おこしアイドルソング〉
- 布施博
  - 「振り向けば君がいる」（作詞：森雪之丞　作曲：勝山俊一郎）
  - 「気まぐれメリージェーン」（作詞：森雪之丞　作曲：勝山俊一郎　編曲：島田陽一）
- BRANDIE 
  - 「DANSICK」〈フジテレビ系『’97 フォーミュラ・ニッポン』イメージソング〉（作詞：朝水彼方　作編曲：勝山俊一郎）
- HOT SOX
  - 「Handy Man」（作詞：FUMIKO　作曲：J.JONES/O.BLACKWELL　編曲：勝山俊一郎）
- 松井かよ子 
  - 「不自由な女神たち」
  - 「最悪の金曜日」
- 松居直美
  - 「バビブベBOY」〈TBSアニメ『まんがどうして物語』主題歌〉（作詞：篠塚満由美　作曲：古田喜昭　編曲：勝山俊一郎）
- 三浦友和
  - 「ミッドナイトスペシャル」〈黄桜『マイルド』CMソング〉（作詞：ポール山際　作曲：朝木勇童　編曲：勝山俊一郎）
  - 「想い出のレイニィタウン」（作詞：橋本以蔵/大野轟二　作曲：大野轟二　編曲：勝山俊一郎）
  - 「哀愁飛行」（作詞：有川正沙子　作編曲：勝山俊一郎）
- 三浦友和 & 岩崎宏美
  - 「Love Is The Ocean」（作詞：藤公之介　作編曲：勝山俊一郎）
- みお&フォーチュンクッキー
  - 「Congratulation」
  - 「MISTRESS OF U」
- MOON TRAP feat.EDU
  - 「I'm Alright ～やさしい心失わないで」
- 桃 
  - 「雫・キラリ」
  - 「運命のリング」
- 森本さやか
  - 「Security」
- 柳屋クインテット
  - 「私の青空」（作詞：川村真澄　作曲：勝山俊一郎）
  - 「すてきな仲間」（作詞：川村真澄　作曲：勝山俊一郎）
  - 「Isleta del Sur～南の島は恋の季節～」（作詞：川村真澄　作曲：勝山俊一郎）
  - 「誕生日がやって来る」（作詞：川村真澄　作曲：山梨鐐平　編曲：勝山俊一郎）
- LISA（m-flo） 
  - 「SHAKE YOUR BODY DOWN」〈名古屋テレビ『おしゃれパラダイス』主題歌〉（作詞：佐藤ありす/LISA　作編曲：勝山俊一郎）
- LAZY KNACK
  - 「TWO OF US」

### アルバム（歌手別・五十音順）
- AMMY『AMMY』（日本コロムビア・1985年） - 編曲
- いんぐりもんぐり『卒業記念アルバム』（日本フォノグラム・1986年） - 編曲
- いんぐりもんぐり『FREE THROW』（日本フォノグラム・1986年） - 編曲 / ディレクター
- 大野真澄（ガロ）『平凡なこと』（オーマガトキ・2000年） - 編曲
- GIRL FRIENDS『リカちゃんのファミリー・コンサート』（ポリスター・1990年） - 編曲 / ディレクター
- HOT SOX feat.貴水博之『PARTY'S PARTY』（EMOTION・1989年） - 編曲
- 三浦友和「ラブ・イズ・ジ・オーシャン」（日本フォノグラム・1985年） - 編曲
- 柳屋クインテット『ないものだらけの王様』（フェイスメディアラボ・1991年） - 編曲

### 映像（ビデオ/DVD）
- 具志堅ティナ「具志堅ティナ」
- 制服向上委員会「アイドルを夢見た少女たち」
- なぎら健壱「ホラッみろ!グロベンチョ!!」
- 久本雅美&WAHAHA本舗「ワハハ銭湯句」
- 兵藤ゆき&勝村政信「ちょっとだけバックトゥザフューチャー」
- 松尾貴史「奇妙な三人」
- LAZY KNACK「LAZY KNACK フィルムズ～U.K.STYLE」
- 渡辺正行&室井滋「プライベート・カフェ」

### CM
- 「メントス」
- 「ポーラ XYZ」
- 「クラリオンカラオケ（立河宣子編）」
- 「住通チェーン（LISA編）」
- 「キャリアスタッフ」

### 舞台・ミュージカル
- ミュージカル「ピーターパン航空88便出発」／三田寛子、布施博、木之元亮、森川由加里ほか
- 劇団民話芸術座「火の鳥〜羽衣編〜」（原作：手塚治虫   歌：戸田恵子）など